# Indianpoker
Indianpoker, även kallat injun eller enkortspoker, är ett kortspel, som trots sitt namn inte är ett egentligt pokerspel. 
Varje spelare får i given ett kort som ska hållas mot pannan, så att alla utom spelaren själv kan se vilket det är, likt en fjäder i en stereotyp indiandräkt, därav namnet indianpoker. Spelarna ska därefter i tur och ordning bestämma om man ska satsa på att det egna kortet är högre än motspelarnas eller inte. Strategin i spelet kan grundas på sannolikhetsberäkningar och på vad man kan utläsa av motspelarnas reaktioner.
Satsandet kan göras efter sedvanlig pokermodell. Det går också att spela med ett enkelt poängräkningssystem.